# Stenoporpia larga
Stenoporpia larga là một loài bướm đêm trong họ Geometridae.